# Марк Тінорді
Марк Дуглас Тінорді (англ. Mark Douglas Tinordi; 9 травня 1966, м. Ред-Дір, Канада) — канадський хокеїст, захисник.
Виступав за «Летбридж Бронкос» (ЗХЛ), «Калгарі Ренглерс» (ЗХЛ), «Нью-Гейвен Найтгокс», «Колорадо Рейнджерс» (ІХЛ), «Нью-Йорк Рейнджерс», «Каламазу Вінгс» (ІХЛ), «Міннесота Норз-Старс», «Даллас Старс», «Вашингтон Кепіталс».
В чемпіонатах НХЛ — 663 матчі (52+148), у турнірах Кубка Стенлі — 70 матчів (7+11).
У складі національної збірної Канади учасник Кубка Канади 1991 (3 матчі, 0+0).
Син: Джарред Тінорді.
Досягнення
- Володар Кубка Канади (1991)